# جان كلود بوتر
جان كلود بوتر (بالفرنسية: Jean-Claude Bouttier)‏ مواليد 1944، هو ملاكم محترف فرنسي معتزل كان يصنف ضمن فئة الوزن المتوسط.

## إحصائيات
خاض خلال مسيرته 72 نزالا، فاز في 64 وتعادل في 1 وخسر في 7. فاز بالضربة القاضية في 43 نزالا.

## روابط خارجية
- جان كلود بوتر على موقع IMDb (الإنجليزية)
- جان كلود بوتر على موقع أول موفي (الإنجليزية)
- جان كلود بوتر على موقع قاعدة بيانات الفيلم (الإنجليزية)
- جان كلود بوتر على موقع كينوبويسك (الروسية)
- جان كلود بوتر على موقع بوكس ريك (الإنجليزية) (registration required)